# Eudes de Lorraine
Pour les articles homonymes, voir Eudes.
 (juillet 2024).
Eudes de Lorraine, mort le 23 ou le 27 novembre 1198, fut évêque de Toul de 1191 à 1198. Il était fils d'Hugues Ier, comte de Vaudémont, et d'Aigeline de Bourgogne.
Il fut nommé chanoine à Toul en 1154, archidiacre en 1161, trésorier avant 1162, et fut enfin élu évêque en 1191. Il fit un voyage en Terre sainte et mourut durant ce pèlerinage.

## Sources
- Georges Poull, La Maison ducale de Lorraine, Nancy, Presses universitaires de Nancy, 1991, 575 p. [détail de l’édition] (ISBN 2-86480-517-0).